# Francisco Cervelli
Francisco Cervelli (6 de março de 1986) é um jogador profissional venezuelano de beisebol que atua como catcher pelo Pittsburgh Pirates na Major League Baseball. Ele fez parte do time do New York Yankees campeão da World Series de 2009.